# Reliant Regal

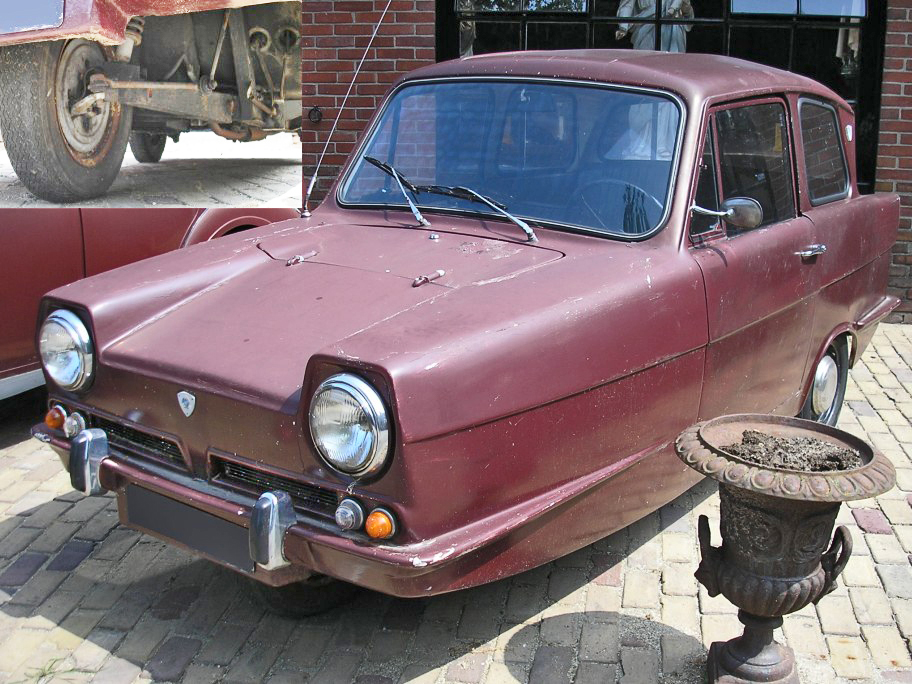
Reliant Regal 3/30 с деталью передней подвески

Reliant Regal (чит. как Рэлиант Рэгал) — трёхколёсный автомобиль, производившийся с 1953 по 1973 год компанией Reliant Motor в городе Тамуэрт Англии. Так как автомобиль трехколесный, в Великобритании он считается как трехколесный мотоцикл. Благодаря легкой конструкции весом до 700 кг автомобиль может эксплуатироваться в Великобритании и как мотоцикл. Коммерческая версия автомобиля с боковой откидной задней дверью продавался как Reliant Supervan.

## История
После запуска Mk I в 1953 году в компании Regal произошло много изменений за короткий промежуток времени, от «первого поколения», где использовались оригинальные деревянные рамы и дискретные панели кузова до 1961 Mk VI.
В 1962 году началось производство Reliant Mk VII, с техническим названием «TW7» (Three Wheeler 7). У этой версии имеется новый OHV Reliant двигатель, новое шасси и дизайн корпуса, с полностью обновленным визуальным стилем. Выпускается ряд автомобилей: Regal 3/25, Regal 3/30 (количество колес / л. с.), Regal 21E или Regal 21E 700. Двигатель 600 см³, имел мощность 25 л. с., а двигатель 700 см³ — 30 л. с. Версия 21E была дополнительно оснащена, кроме всего прочего: противотуманными фарами, хромированными бамперами, солнцезащитными козырьками, масляным манометром и новой металлической краской. В 1973 году Regal был заменен на Reliant Robin («TW8»).
У моделей Regals MkI — MkVI были алюминиевые корпуса и двигатели 747 см³ с боковым расположением клапанов. Однако, в течение 1950-х годов цены на алюминий заметно выросли по всей Европе. В ответ Reliant разработали панели из стеклопластика, которыми по частям заменили алюминиевые панели, и модель Regal 1956 Mark 3 имела полностью стеклопластиковый корпус. В отличие от Panhard, который откликнулся на увеличение стоимости алюминия, заменив его более тяжелой сталью, Reliant, выбрав технологию стеклопластика заверил, что Regal смог сохранить свою легкость, что дает возможность использовать компактные, меньшей мощности двигатели, которые к тому же имели небольшую стоимость. Regal Mk VI был последним автомобилем Regal со старым двигателем с боковым расположением клапанов. В 1962 году Reliant разработали свой собственный, полностью алюминиевый двигатель 600 cc OHV, который был установлен на новый Regal 3/25.

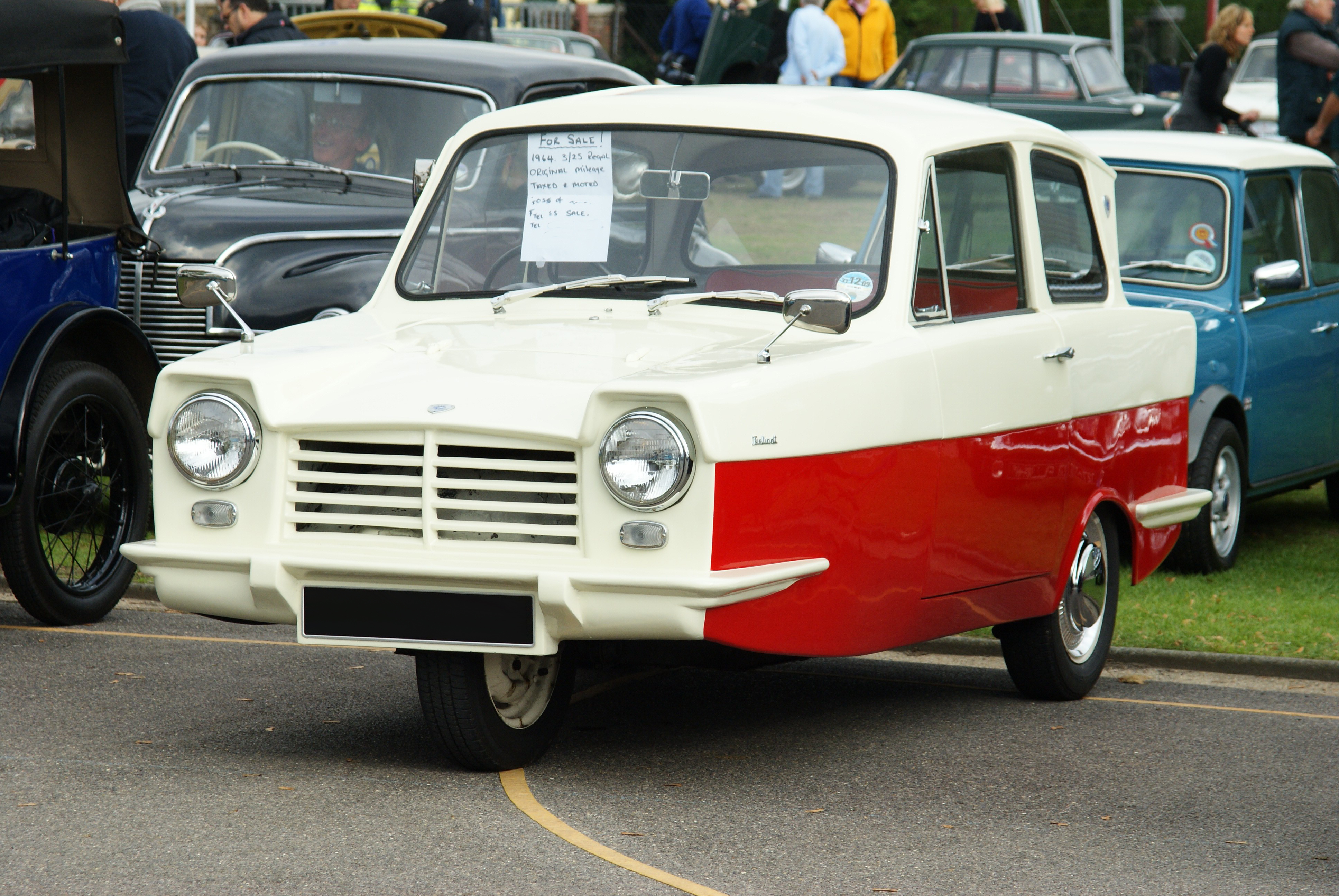
1964 Reliant Regal 3/25 (1962—1968)

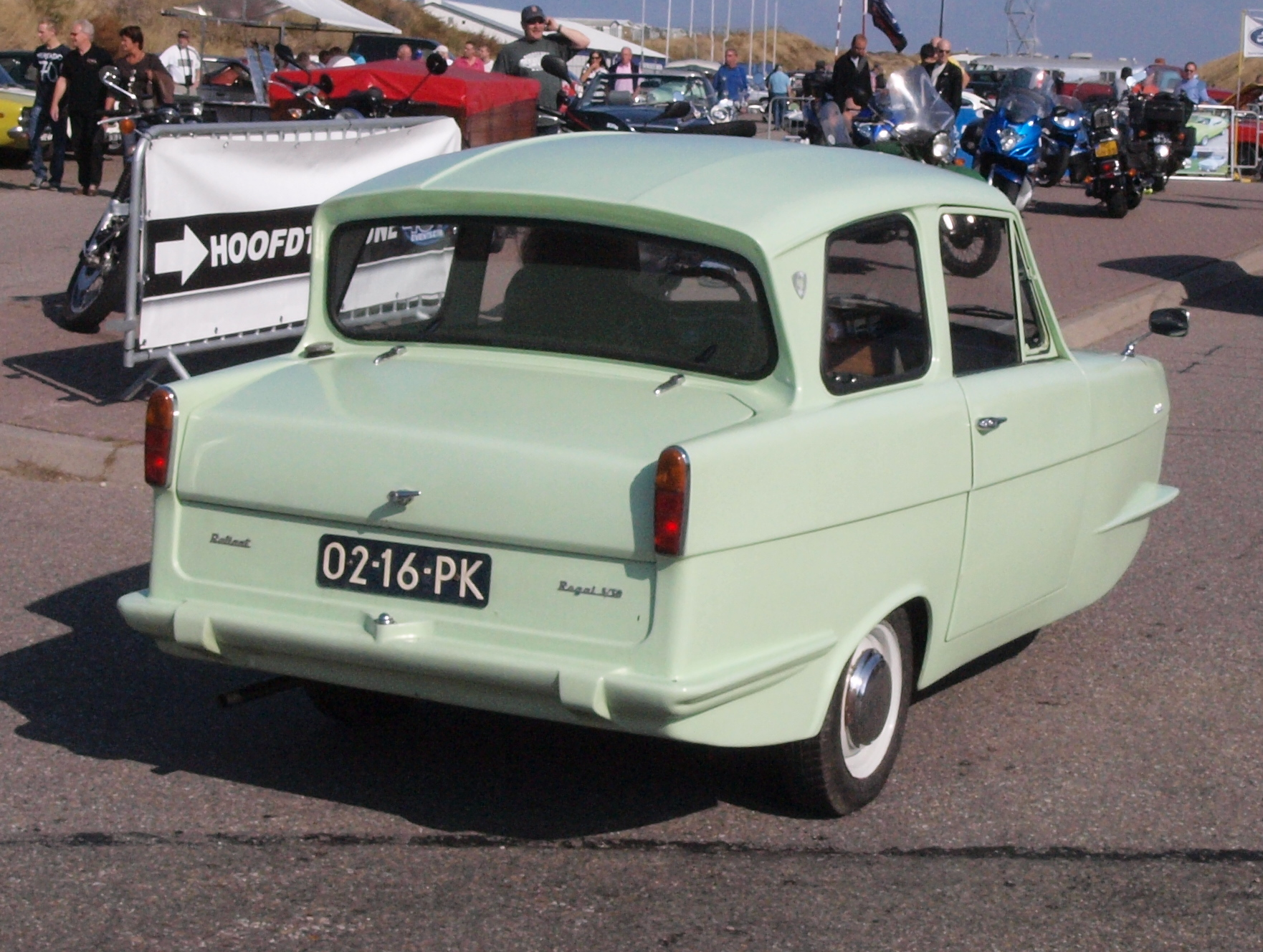
Reliant Regal сзади

Версию Regal 3/25 начали производить с октября 1962 года, и в отличие от предыдущих автомобилей у неё уже не было деревянной рамы, вместо этого был стеклопластиковый корпус. Корпус имел два слоя, внешний и внутренний, соединённых между собой и со стальной конструкцией болтами. Между тем, 25 апреля 1968 года, за год до празднования BMC выпуска 2 000 000-й Mini Reliant, директор по продажам лично вел 50 000-й Regal 3/25 с конвейера завода Reliant. Несколько месяцев спустя, с августа 1968 года, на автомобили Regal начали ставить 701 см³ двигатель.

## В популярной культуре

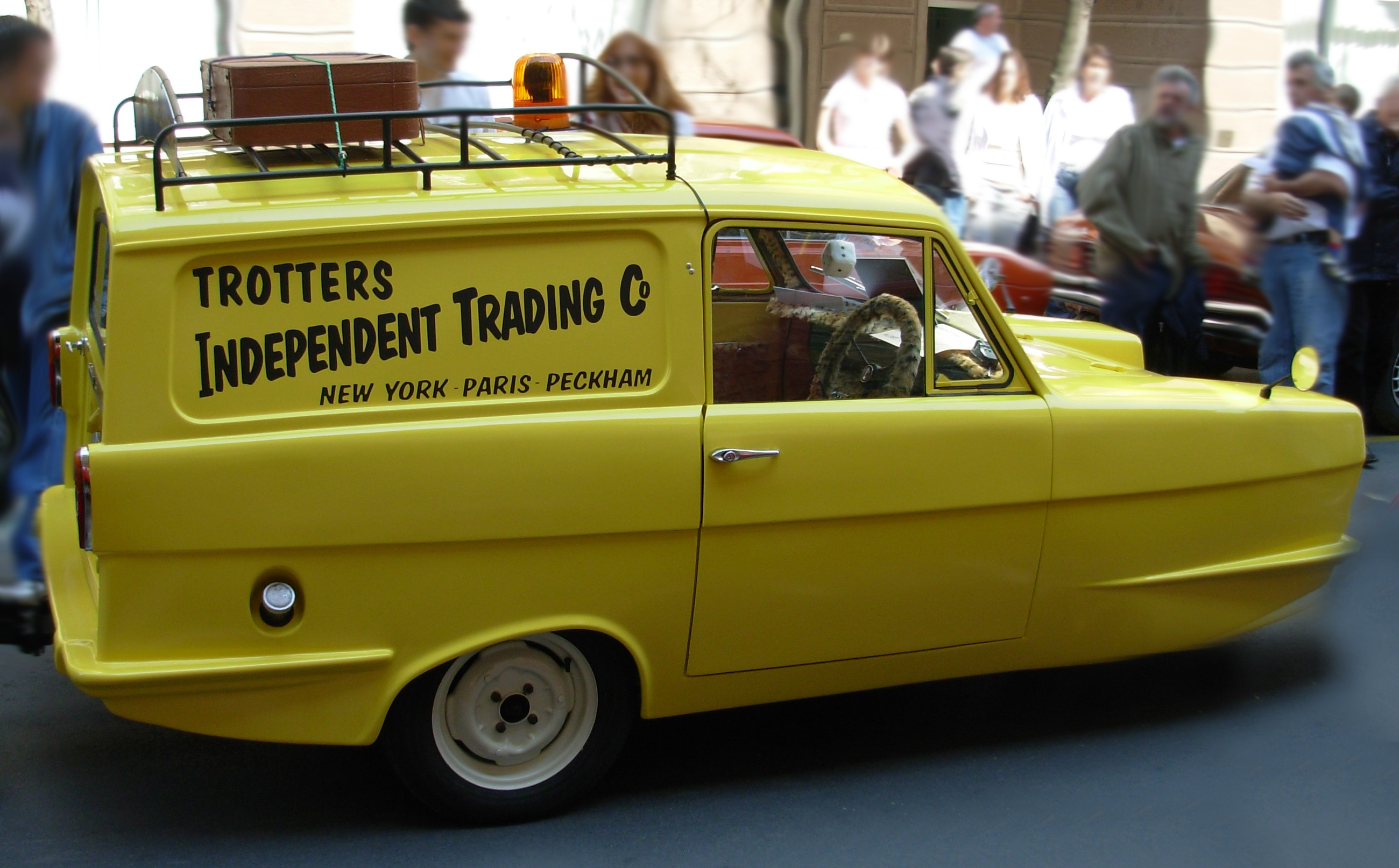
Reliant Regal, окрашенный, как в сериале Only Fools and Horses

В комедии «Мистер Бин», где главного персонажа играет британский комик Роуэн Аткинсон, часто имеет место конфликт с голубым Reliant Regal Supervan III, который постоянно либо переворачивается на бок, либо врезается в столб, либо просто оказывается выдворенным с автостоянки. Одна из машин, используемых в комедии, была разрушена после трюка. Так же красный Supervan появился на канале S4C, в детской программе «Fan Goch».
В 2011 году, в мультфильме Дисней «Тачки 2», появляется французский персонаж по имени Тумбер, созданный по образцу Reliant Regal. Его имя на французском языке означает «падать», это отсылка на известную нестабильность трехколесных транспортных средств.Reliant Regal была показана на церемонии закрытия Олимпийских игр 2012 года в Лондоне, из него вышли Бэтмен и Робин, повторив сцену одного из эпизодов «Дуракам везёт».